# هارفي إس. فايرستون جونيور
هارفي إس. فايرستون جونيور (بالإنجليزية: Harvey S. Firestone, Jr.)‏ هو شخصية أعمال أمريكي، ولد في 20 أبريل 1898 في شيكاغو في الولايات المتحدة، وتوفي في 1 يونيو 1973 في آكرون في الولايات المتحدة.